# Nikolái Pozdnéyev
Nikolái Matvéyevich Pozdnéyev, (en ruso: Николай Матвеевич Позднеев, 28 de septiembre de 1930, Leningrado — 10 de junio de 1978, Leningrado) - Artista soviético, miembro de la Unión de Artistas de Leningrado, uno de los representantes de la Escuela de Pintura de Leningrado.

## Biografía
Nikolái Matvéyevich Pozdnéyev nació el 28 de septiembre de 1930 en Leningrado la familia del profesor de matemáticas. Estudió en la Escuela de Arte (1946-1950), en el Instituto Repin (1950-1956). Sus maestros fueron Vladimir Gorb, Victor Oreshnikov, Elena Tabacova, Alexander Debler, Andrei Mylnikov, Mikhail Bernshtein. Realizó exposiciones desde 1956. Pintó mayormente retratos, paisajes, naturalezas muertas, escenas de género. Durante muchos años trabajó en Maliy Gorodok, pueblo en la Región de Tver, en la reconocida zona de la Dacha Académica. Poseía una rara sensación natural de color. Fue un miembro de la Unión de Artistas de Leningrado desde 1957.
Pinturas 1960-1970 avanzada de Pozdnéyev en el número de reconocidos maestros de la pintura soviético moderna. En 1967 el Nikolái Pozdnéyev fue galardonado con la medalla de las mayores exposiciones de artistas de la URSS en Moscú. En numerosas naturalezas muertas y escenas de género Nikolái Pozdnéyev dio una sensación única de la época, las relaciones humanas ordinarias. Al igual que el propio maestro, su arte era bueno, e ingenuo, lleno de optimismo, a veces irónico, habla de la plenitud de la vida.
Nikolái Pozdnéyev murió el 10 de junio de 1978 en Leningrado. Sus obras se conservan en el Museo Ruso, y otros museos y colecciones privadas en Rusia, Estados Unidos, Francia, Italia, Finlandia, Inglaterra, España, y otros países.